# اسفل
اسفل، روستایی از توابع بخش سیمکان شهرستان جهرم در استان فارس ایران است.غالب ساکنین روستا سادات رضوی هستند . همچنین از نظر پوشش گیاهی و تولیدات کشاورزی دارای باغ های لیموست.

## جمعیت
این روستا در دهستان پل به بالا قرار دارد و براساس سرشماری مرکز آمار ایران در سال ۱۳۸۵، جمعیت آن ۵۲۶ نفر (۱۲۸خانوار) بوده‌است.